# Partido Comunista de la India (Marxista-Leninista) Naxalbari
El Partido Comunista de la India (Marxista-Leninista) Naxalbari es un partido político maoísta clandestino de la India. Tiene sus raíces parcialmente en el Centro Unido Maoísta, Partido Comunista de la India (Marxista-Leninista) y parcialmente en el grupo de Rauf en Andhra Pradesh.
El CUM, PCI(ML) se formó cuando el Partido Comunista Kerala y el Partido Comunista Maharashtra se unieron en 1997. Ambos grupos eran los supervivientes del Comité de Reorganización Central, PCI(ML) (disuelto en 1991). Del CRC, PCI(ML) también se escindió el PCI(ML) Bandera Roja, escisión tras la cual no permaneció mucha gente en aquel.
Rauf era el líder del pequeño PCI(ML) Bandera Roja en el estado de Andhra Pradesh. Un elevado número de miembros de la facción de Rauf fue asesinado por la policía en los años 80, y el grupo nunca se recuperó. Rauf había estado luchando por impulsar una línea ultraizquierdista dentro PCI(ML) Bandera Roja, hasta su escisión en 2000. Tras la unificación de su grupo y el CUM, PCI(ML), Rauf pasó a ser Secretario General del partido unificado.
El PCI(ML) Naxalbari es miembro del Movimiento Internacionalista Revolucionario y de CCOMPOSA. Apoya la lucha armada y sólo reconoce a organizaciones como el Partido Comunista de la India (Maoísta) como verdaderos comunistas.